# Gan Le'ummi Shivta
Gan Le'ummi Shivta (hebreiska: גן לאומי שבטה) är en nationalpark i Israel.   Den ligger i distriktet Södra distriktet, i den södra delen av landet. Gan Le'ummi Shivta ligger 350 meter över havet.